# Tullibody
Tullibody (Tulach Bòide en gaélique (gd)) est une ville d'Écosse, située dans le council area et région de lieutenance du Clackmannanshire. Elle est située sur la rive nord du Forth, dans les Ochil Hills.
Elle se trouve à 3 kilomètres au nord-ouest d'Alloa et à 6,5 kilomètres à l'est de Stirling.

## Personnalités
- Ralph Abercromby, général britannique, dont la famille est originaire de Tullibody et qui est né à Menstrie, un village à proximité immédiate de la ville.